# Argostemma linearifolium
Argostemma linearifolium är en måreväxtart som beskrevs av Theodoric Valeton. Argostemma linearifolium ingår i släktet Argostemma och familjen måreväxter. Inga underarter finns listade i Catalogue of Life.